# Flowersia sinensis
Flowersia sinensis là một loài rêu trong họ Bartramiaceae. Loài này được Broth. D.G. Griffin & W.R. Buck mô tả khoa học đầu tiên năm 1989.